# Sarkcsillag (Marvel Comics)
Sarkcsillag, valódi nevén Jean-Paul Beaubier egy kitalált szereplő, szuperhős a Marvel Comics képregényeiben. A szereplőt Chris Claremont és John Byrne alkotta meg. Első megjelenése az Uncanny X-Men 12. számában volt, 1979 áprilisában. Sarkcsillag egyike volt az első, nyíltan homoszexuális szuperhősöknek az amerikai képregényekben.
Sarkcsillag egy kanadai mutáns, az Alfa Különítmény, majd az X-Men csapatának tagja. Mutáns képességei révén képes nagy sebességgel repülni és manipulálni a fényt. Ikertestvére, Auróra szintén azonos mutánsképességekkel rendelkezik.